# 어느 지붕 밑에서
"어느 지붕 밑에서"는 1969년 공개된 대한민국의 영화이다.

## 배역
- 신성일
- 남정임
- 박암
- 이경희
- 이지연
- 윤정희
- 최남현
- 이낙훈
- 오지명
- 한은진
- 전양자
- 문미봉